# Ourisia pygmaea
Ourisia pygmaea là một loài thực vật có hoa trong họ Mã đề. Loài này được Phil. mô tả khoa học đầu tiên năm 1857.